# 전주종합경기장

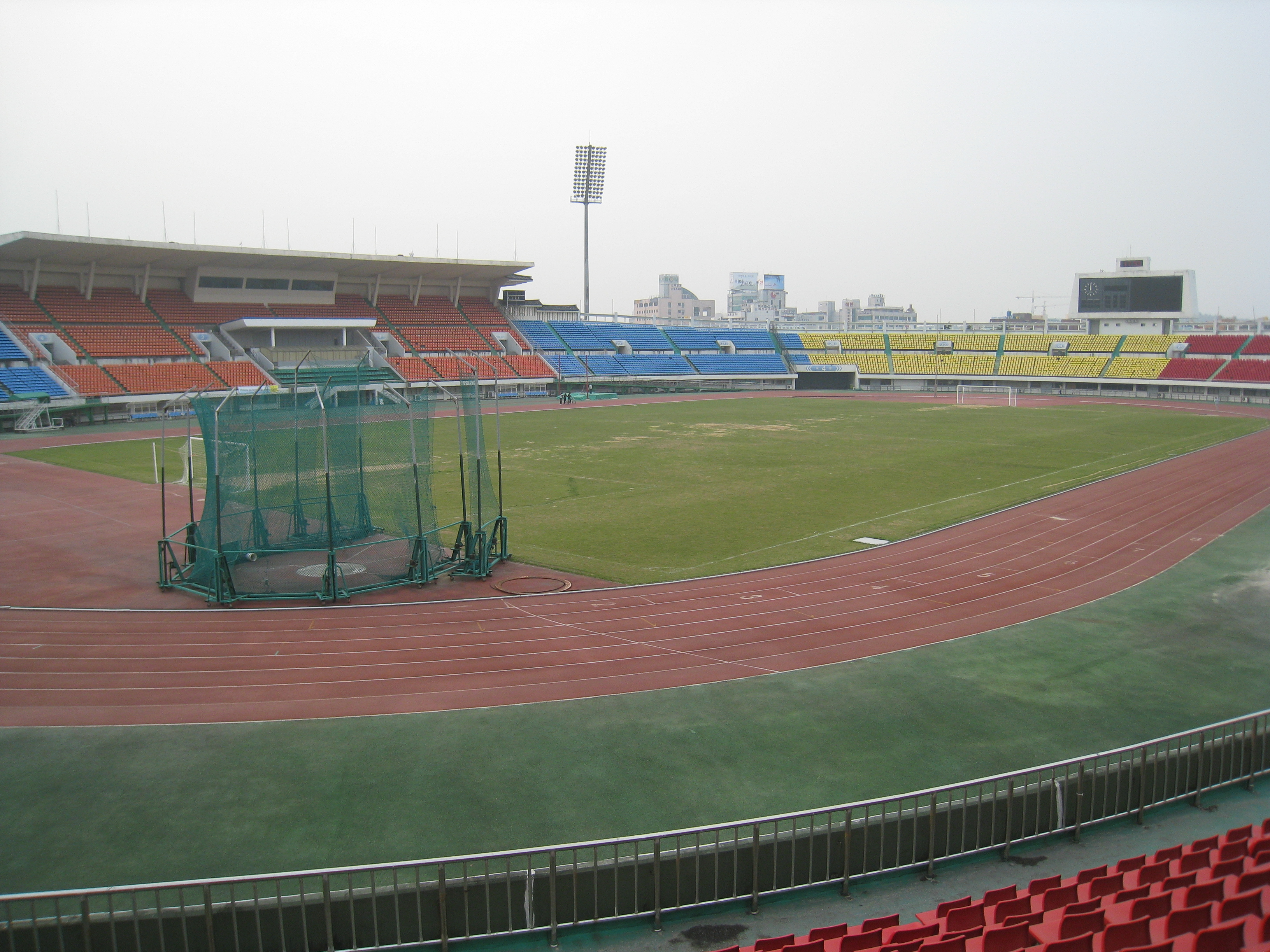
주 경기장 내부

전주종합경기장(全州綜合競技場, Jeonju Sports Complex)은 대한민국 전북특별자치도 전주시에 있었던 스포츠 시설이다. 주경기장은 천연잔디 필드와 우레탄 트랙이 갖춰진 경기장이다. 주경기장, 야구장, 실내수영장, 테니스장, 전라북도체육회관 등의 부속 시설이 갖춰져 있다. 야구장은 1999년까지 쌍방울 레이더스의 홈 경기장으로 사용되었다. 2015년 8월 22일에는 《슈퍼콘서트 토요일을 즐겨라》가 펼쳐졌던 곳이기도 하다. 2024년 11월 25일부터 철거가 시작됐다.

## 시설

### 주경기장
축구와 육상을 할 수 있는 다목적 경기장으로 30,000명의 관중을 수용할 수 있는 규모로 갖추어져 있다. 1963년 개장, 1980년에 증축 되었으며 2000년에는 조명탑이 건설되어 야간 경기가 가능해졌다. 주로 축구 경기가 많이 열렸으며,전국체전시엔 메인 경기장으로 활용되었고 1989년 럭키금성 황소가 일화 천마와 3월 26일, 6월 10일 홈경기를 치렀는데 당시 고정운 등 일화 대부분 선수들이 호남 출신이었다.
특히 1994년 전북 버팔로와 1995년부터 2002년까지 전북 현대 모터스의 홈경기장으로 사용하였다. (전주월드컵경기장이 2001년 개장하여 2001년과 2002년은 전북현대 모터스가 두 경기장 공동 사용) 한때 K3리그 전주 온고을 FC이 홈구장으로 지정하여 사용하기도 하였다. 2017년 전북 현대 모터스의 전용 홈구장인 전주월드컵경기장이 U-20 월드겹 경기를 위한 보수 공사로 인해 16년만에 전주종합경기장에서 2017년시즌 상반기에만 전북 현대 모터스의 홈 경기장으로 사용되었다.

### 야구장
야구장은 과거 쌍방울 레이더스의 제1홈구장이었으며, 현재는 각종 아마추어 야구 대회 및 동호인 야구경기장으로 사용되었다. 2009년 9월에 KBS 2TV 천하무적 야구단의 촬영장으로 사용되기도 했다.

## 기록

### 1978년 박대통령컵 쟁탈 국제축구대회
| 날짜     | 팀 1            | 스코어 | 팀 2       | 라운드 |
| -------- | --------------- | ------ | ---------- | ------ |
| 9월 10일 | 레바논          | 1 - 7  | 멕시코 XI  | C조    |
| 9월 10일 | 인도네시아      | 0 - 2  | 태국       | D조    |
| 9월 12일 | 파울리스타 U-21 | 2 - 0  | 태국       | D조    |
| 9월 12일 | 대한민국 충무   | 1 - 1  | 인도네시아 | D조    |

### 1981년 대통령배 국제축구대회
| 날짜     | 팀 1          | 스코어 | 팀 2             | 라운드 |
| -------- | ------------- | ------ | ---------------- | ------ |
| 6월 16일 | 다누비오 FC   | 3 - 1  | 인도네시아       | B조    |
| 6월 16일 | 태국          | 2 - 0  | 리히텐슈타인     | B조    |
| 6월 16일 | 몰타          | 0 - 0  | 비토리아 FC      | B조    |
| 6월 17일 | 라싱 코르도바 | 3 - 0  | 1. FC 자르브뤼켄 | A조    |
| 6월 17일 | LB 샤토루     | 0 - 2  | 일본             | A조    |
| 6월 17일 | 대한민국 화랑 | 2 - 0  | 말레이시아       | A조    |

### 1983년 대통령배 국제축구대회
| 날짜     | 팀 1               | 스코어 | 팀 2           | 라운드 |
| -------- | ------------------ | ------ | -------------- | ------ |
| 6월 12일 | 미국               | 3 - 2  | 태국           | A조    |
| 6월 12일 | 제노아 CFC         | 2 - 2  | 나이지리아     | A조    |
| 6월 12일 | 대한민국           | 3 - 0  | 인도네시아     | A조    |
| 6월 13일 | 가나               | 3 - 1  | 수단           | B조    |
| 6월 13일 | 유공 코끼리 축구단 | 1 - 3  | PSV 에인트호번 | B조    |

## 참고 문헌
- 〈전주종합경기장〉. 《두피디아》. 두산.
- 《2019년 전국 공공체육시설 현황 (2018년말 기준)》. 대한민국 문화체육관광부. 2020.
- 《전국 공공체육 시설 현황 (2017년말 기준)》. 대한민국 문화체육관광부. 2019.
- 《2023 전국 공공체육시설 현황 (2022년 12월말 기준)》. 대한민국 문화체육관광부. 2024.

## 같이 보기
- 전주종합경기장 야구장